# 2MASS J05160945-0445499
2MASS J05160945-0445499 ist ein Brauner Zwerg im Sternbild Orion. Er gehört der Spektralklasse T5,5 an; seine Position verschiebt sich aufgrund seiner Eigenbewegung jährlich um 0,34 Bogensekunden. Er wurde 2003 von Adam J. Burgasser, Michael W. McElwain & J. Davy Kirkpatrick entdeckt.